# Candela Gentinetta
Candela Gentinetta (Rafaela, 18 de marzo de 2001) es una jugadora de baloncesto argentina que juega tanto en la posición de alera como ala pivote. Fue campeona de la Liga Femenina de Básquetbol en dos oportunidades, además de formar parte de la Selección femenina de básquetbol de Argentina, con la que logró la medalla de plata en el Campeonato Sudamericano de Baloncesto Femenino de 2022.

## Biografía
Desarrolló las categorías formativas en el club Ben Hur de Rafaela. Al finalizar el colegio secundario pasó al Deportivo Berazategui, donde actuó primero en la Liga de Desarrollo y posteriormente en la primera división del club. Con el equipo ganaría dos títulos de Liga, el apertura y el clausura de 2021, el segundo de forma invicta, ganando los 13 juegos del torneo y sumando 20 partidos acumulados sin perder. Sus actuaciones en la temporada fueron destacadas por el periodismo, que resaltó su «buen movimiento de pies, dinámica, vertical rumbo al aro, [estando] atlética y físicamente un escalón por encima del resto».
De Berazategui fue transferida a comienzos de 2022 al Benfica portugués, donde jugó en posición de ala pivote y se consagró campeona de la Copa Federación, Copa de Portugal y Liga Femenina Betclic. En este último certamen logró aportar 8 puntos y 5 rebotes en 19 minutos en el partido final. Finalizada la temporada portuguesa se sumó al club Aguada de Uruguay, con el que logró el subcampeonato tras perder 72-60 frente a Malvín. En este partido final participó de los 40 minutos en cancha y finalizó con una cuenta de 15 puntos y 11 rebotes. Una vez más, finalizada la temporada uruguaya cambió de equipo para sumarse al Club Atlético Obras Sanitarias de la Nación y disputar el tramo final de la Liga Femenina 2022/23. Con Obras alcanzaría la final de la conferencia sur para caer ante Berazategui en una serie al mejor de tres partidos. En julio de 2023 fue convocada al Juego de las Estrellas de la LNB, formando parte del equipo blanco junto a Walter Herrmann, Franco Balbi y otros.
En 2024, tras consagrarse subcampeona del Torneo Apertura de la Liga Femenina de Básquetbol 2023-24, campeona y MVP metropolitana y sumar una medalla dorada con la selección, obtuvo el premio Jorge Newbery a la Mejor Jugadora de Básquet y un reconocimiento por parte del Comité Olímpico Argentino como la figura destacada del básquet femenino en el 2024.

### Selección nacional
Fue convocada a las categorías formativas de la Selección nacional, formando parte del plantel que disputó el Sudamericano U14 en 2015. También participó en el campeonato sudamericano Sub-18 que se disputó en México en 2018, donde Argentina conquistó la medalla de bronce. Ya en mayores, su primera experiencia en torneos fue el Campeonato Sudamericano de Baloncesto Femenino de 2022, donde obtuvo la medalla de plata. En este torneo participó en cinco partidos, promediando 12.5 minutos y 5.4 puntos por partido (27 puntos en total). En la AmeriCup de 2023 estuvo en cancha en los cinco partidos que disputó la selección, promediando 19 minutos en cancha, cinco puntos, 3.6 rebotes y 0.4 asistencias por partido.En 2024 participó del Preclasificatorio a la Copa del Mundo 2026 en Ruanda y se consagró campeona del Campeonato Sudamericano, con un promedio de 4.8 puntos y 3.3 rebotes por partido.

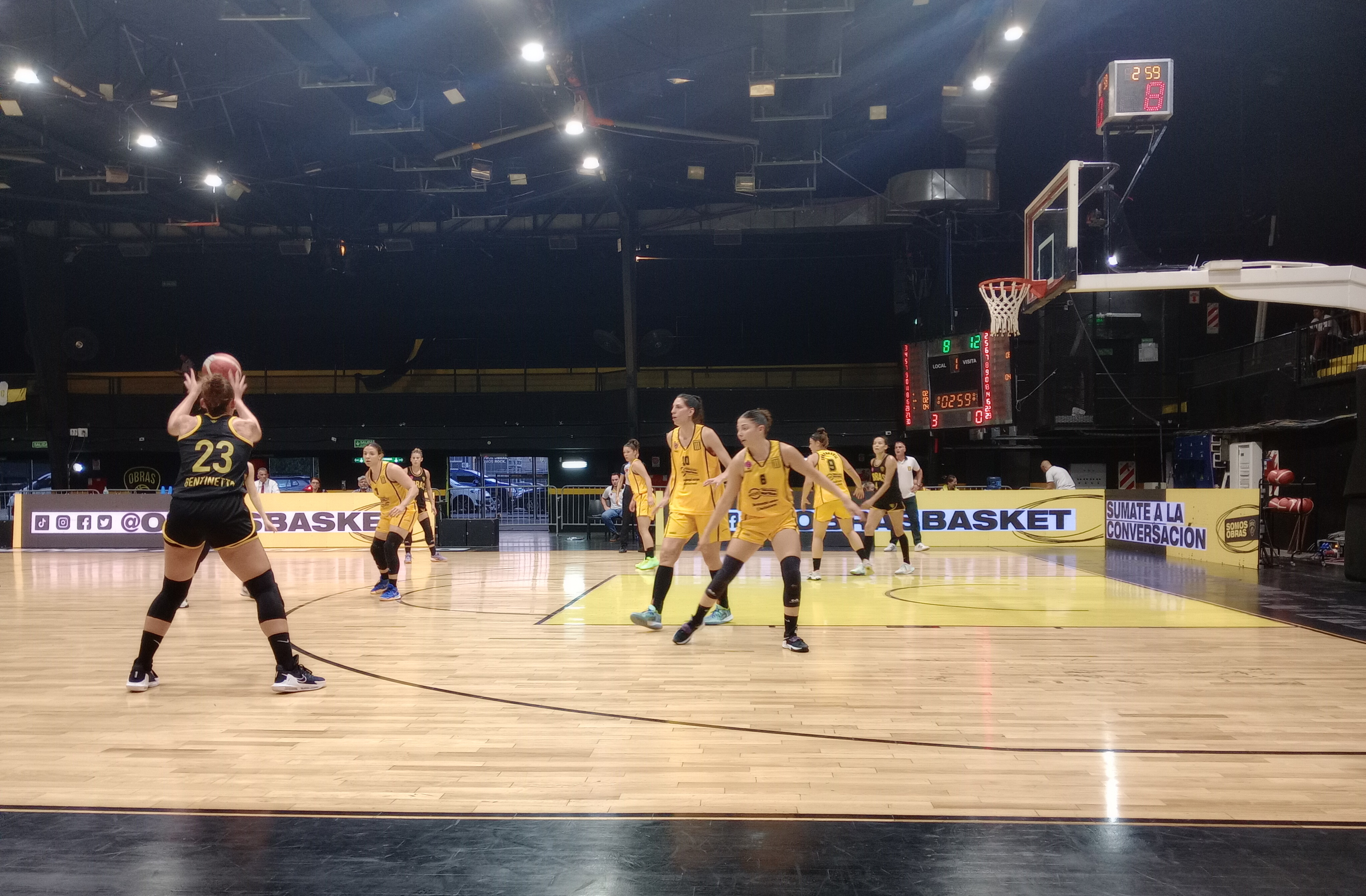
Candela Gentinetta en un pasaje de la segunda final por la conferencia sur de la LFB 2022-23

#### Modalidad 3x3
Asimismo, formó parte del seleccionado que logró la medalla de bronce en la modalidad 3x3 de los Juegos Panamericanos Junior de 2021 realizados en Colombia. En el partido final por el tercer puesto, Gentinetta anotó 12 de los 21 puntos del seleccionado, convirtiendo además la anotación que le dio el triunfo a su equipo. También en esta modalidad participó de la primera Americup 3x3, que se desarrolló en el año 2021.

## Vida personal
A la par de su carrera como basquetbolista, Gentinetta está cursando la carrera de Medicina en la Universidad de Buenos Aires. Su hermana Delfina también es jugadora de básquet y se desempeña en su anterior club, el Deportivo Berazategui, por lo que se han enfrentado en distintos partidos como la final de conferencia de la temporada 2022/23. Su carrera universitaria le permitió participar en la Universiada de 2021, donde asumió el rol de capitana del equipo argentino. El equipo finalizó en el décimo puesto con una marca de 2-3 tras perder sus primeros tres encuentros con Hungría, Japón y Portugal, y vencer luego a Eslovaquia y Rumania. Gentinetta logró un par de dobles-dobles: 14 puntos y 20 rebotes contra el equipo eslovaco y 21 unidades y 13 rebotes frente al combinado rumano (67-40).

## Trayectoria
- Ben Hur
- Club Deportivo Berazategui (-2022)
- Benfica  (2022)
- Aguada  (2022)
- Obras Sanitarias (2022-23)

## Palmarés

### Clubes
- Campeona - Deportivo Berazategui - Liga Femenina de Básquet (Apertura 2021)
- Campeona - Deportivo Berazategui - Liga Femenina de Básquet (Clausura 2021)
- Campeona - Benfica Copa Federación, Copa de Portugal y Liga Femenina Betclic (2022)
- Subcampeona - Obras - Liga Femenina de Básquet (Apertura 2023/24)
- Campeona - Obras - Torneo Metropolitano 2024

### Selección
- Tercer puesto - Juegos Panamericanos Junior de 2021 (Básquet 3x3)
- Tercer puesto - Campeonato Sudamericano Sub-18 2018
- Subcampeona - Campeonato Sudamericano de Baloncesto Femenino de 2022
- Campeona - Campeonato Sudamericano de Baloncesto Femenino de 2024